# Taourga
Taourga (în arabă تورقة) este o comună din provincia Boumerdès, Algeria.
Populația comunei este de 7.882 de locuitori (2008).